# 763 Купідон
763 Купідон (лат. Cupido; тимчасові позначення: A913 SE і 1913 ST) — астероїд діаметром близько 7 км у внутрішній частині головного поясу. Належить до сімейства Флори. Він був відкритий 25 вересня 1913 року німецьким астрономом Францем Кайзером у Державній обсерваторії Гейдельберг-Кенігштуль на південному заході Німеччини. Астероїд має спектральний тип S/L, надзвичайно довгий період обертання (151 годину) та нутацію. Названий на честь Купідона, римського бога кохання.

## Орбіта та класифікація
Астероїд лежить в межах сімейства Флори, найбільшого сімейства і кам’янистих астероїдів у головному поясі:23. Однак, за деякими даними, це фоновий астероїд, який насправді не належить до сімейства. 
Купідон обертається навколо Сонця у внутрішньому поясі астероїдів на відстані 1,9–2,6 а.о. від Сонця, роблячи один оберт за 3 роки і 4 місяці (1226 днів). Його орбіта має ексцентриситет 0,17 і нахил відносно екліптики 4°. 

## Назва
Астероїд названий на честь Купідона, бога еротичного кохання, потягу та пристрасті в римській міфології, грецьким аналогом якого є Ерос (на честь якого названо інший астероїд, 433 Ерос). Купідон отримав таку назву через його відносну близькість до Сонця. Ймовірно, назву дав шведський астроном Брор Ансгар Асплінд (1890–1954). 

## Фізичні властивості
У таксономії, заснованій на SDSS, Купідон має тип SL, який є перехідним від звичайних кам’янистих астероїдів типу S до більш рідкісних астероїдів типу L. 

### Період обертання
У жовтні 2017 року було отримано криві блиску Купідона. Вони показали період обертання 151 годину. Спостереження також показали, що астероїд виконує нутації, коливається на своїй неголовній осі обертання. Ці результати замінили попереднє визначення періоду у 14.88 години (2005 року). 

### Діаметр і альбедо
Згідно з дослідженням, проведеним місією NEOWISE, Купідон має діаметр 7.005±0.115 кілометрів, а його поверхня має альбедо 0.373±0.072. Інші публікації команди WISE дають середній діаметр 7.38±1.57, 7.644±0.067 і 7.76±0.30, а альбедо відповідно 0.33±0.14, 0.3037±0.0529 і 0.322±0.046 відповідно. Collaborative Asteroid Lightcurve Link, припускаючи стандартне альбедо астероїдів сімейства Флори 0,20, виводить з абсолютної величини Купідона 12,6 значення діаметра 8,97 км. 